# José de Villarreal
José de Villarreal (Madrid, siglo XVII - 10 de enero de 1662) fue un alarife español que hizo gran parte su labor en la Villa de Madrid, donde llegó a sustituir como maestro de obras a Juan Gómez de Mora. Su estilo se inscribe dentro del barroco español.

## Biografía
Nacido en Madrid, hijo del también alarife y maestro de obras del Concejo, Miguel de Villarreal. Fue ayudante de Juan Gómez de Mora, a cuya muerte sustituyó en el cargo de Maestro Mayor de Obras, encargándosele las del Puente de Segovia entre 1649 y 1660. Realiza igualmente trabajos de mejora en el Palacio del Buen Retiro. Murió en 1662, cuando estaba al cargo de las obras de la capilla de San Isidro, en la iglesia de San Andrés y fue sustituido por Juan de Lobera.